# The Royal Scam
The Royal Scam è il quinto album discografico in studio del gruppo musicale statunitense degli Steely Dan, pubblicato nel 1976.

## Tracce
Tutti i brani sono stati composti da Walter Becker e Donald Fagen eccetto dove indicato.
Parte 1
1. Kid Charlemagne – 4:38
2. The Caves of Altamira – 3:33
3. Don't Take Me Alive – 4:16
4. Sign in Stranger – 4:23
5. The Fez (Becker, Fagen, Paul Griffin) – 4:01

Parte 2
1. Green Earrings – 4:05
2. Haitian Divorce – 5:51
3. Everything You Did – 3:55
4. The Royal Scam – 6:30